# Neoliomera striata
Neoliomera striata is een krabbensoort uit de familie van de Xanthidae. De wetenschappelijke naam van de soort werd in 1941 voor het eerst geldig gepubliceerd door de Nederlandse zoöloge Alida Buitendijk.